# Adolph Friedrich Kunike

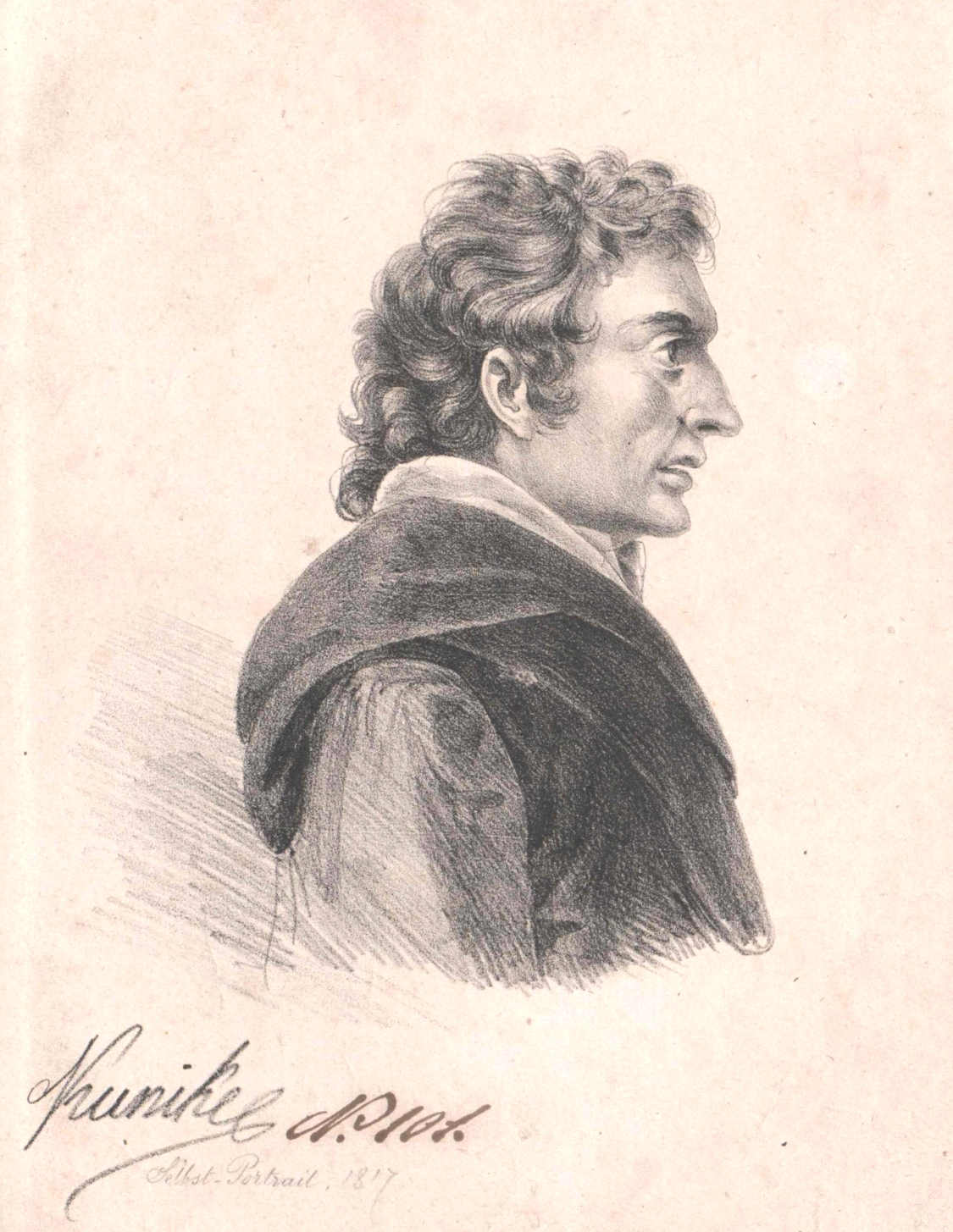
Adolph Kunike, Selbstporträt (1817)

Adolph Friedrich Kunike (* 25. Februar 1777 in Greifswald; † 17. April 1838 in Wien) war ein deutsch-österreichischer Lithograf, Zeichner und Verleger. 

Lithografie von Adolph Kunike, ca. 1820 (nach einer Zeichnung von Jakob Alt)

## Leben
Sein Vater war vermutlich Adolf Eberhard Kunike, Schreib- und Rechenmeister an der Stadtschule Greifswald.
Nach dem Studium der Philosophie und Promotion wurde Adolf Kunike ab 1804 Schüler der Wiener Akademie der bildenden Künste. Von 1808 bis 1810 studierte er die Historienmalerei in Rom. 1816 knüpfte Kunike in München Verbindung zu Alois Senefelder an.
1817 eröffnete er in Wien eine eigene lithografische Anstalt. Anfangs selbst künstlerisch tätig, beschränkte sich Kunike später auf die lithografische Vervielfältigung und auf die Leitung des eigenen Unternehmens, das zur Pflegestätte der Künstlerlithografie, vor allem des Porträts und der Landschaft wurde. Er gab Serienwerke heraus, zu deren bedeutendsten die Zwey hundert vier und sechzig Donau-Ansichten nach dem Laufe des Donaustromes von seinem Ursprung bis zu seinem Ausflusse in das Schwarze Meer ... zählt, welches Kunike in drei Auflagen 1820, 1824, 1826 herausgab. Die Mehrzahl der in diesem Werk erschienenen Bilder stammen von Jakob Alt.
Adolph Friedrich Kunike starb an Lungenbrand. Nach seinem Tod wurde sein gesamtes Hab und Gut einschließlich der noch vorhandenen Lithografien, Drucksteine, Pressen und Druckmaschinen am 7. Mai in seinem Haus Mariahilf Nr. 16 an der Hauptstraße versteigert.